# Fußball-Asienmeisterschaft 2024/Gruppe D
| Pl. | Land       | Sp. | S | U | N | Tore    | Diff. | Punkte |
| --- | ---------- | --- | - | - | - | ------- | ----- | ------ |
| 1.  | Irak       | 3   | 3 | 0 | 0 | 008:400 | +4    | 09     |
| 2.  | Japan      | 3   | 2 | 0 | 1 | 008:500 | +3    | 06     |
| 3.  | Indonesien | 3   | 1 | 0 | 2 | 003:600 | −3    | 03     |
| 4.  | Vietnam    | 3   | 0 | 0 | 3 | 004:800 | −4    | 0      |

Die Gruppe D der Fußball-Asienmeisterschaft 2024 war eine der sechs Gruppen des Turniers. Das erste Spiel wurde am 14. Januar 2024 ausgetragen, der letzte Spieltag fand am 24. Januar 2024 statt. Die Gruppe bestand aus den Nationalmannschaften aus Japan, dem Irak, Vietnam und Indonesien.

## Japan – Vietnam 4:2 (3:2)
| Japan                                                                 | Japan | Vietnam | Vietnam |
| --------------------------------------------------------------------- | --- | --- | ------- |
| Japan                                                                 | \| 1. Spieltag \| \| 14. Januar 2024 um 14:30 Uhr (12:30 MEZ) in Doha (al-Thumama Stadium) \| \| Zuschauer: 17.385 \| \| Schiedsrichter: Kim Jong-hyeok ( Südkorea) \| \| Spielbericht \|                                                                                                   | \| 1. Spieltag \| \| 14. Januar 2024 um 14:30 Uhr (12:30 MEZ) in Doha (al-Thumama Stadium) \| \| Zuschauer: 17.385 \| \| Schiedsrichter: Kim Jong-hyeok ( Südkorea) \| \| Spielbericht \| | Vietnam |
| Japan                                                                 | Zion Suzuki – Yukinari Sugawara (77. Seiya Maikuma), Kō Itakura, Shōgo Taniguchi, Hiroki Itō – Wataru Endō , Hidemasa Morita (77. Kaishū Sano), Jun’ya Itō, Takumi Minamino (84. Takefusa Kubo), Keito Nakamura (63. Ritsu Dōan) – Mao Hosoya (46. Ayase Ueda) Cheftrainer: Hajime Moriyasu | Filip Nguyễn – Nguyễn Thanh Bình, Bùi Hoàng Việt Anh, Phan Tuấn Tài – Phạm Xuân Mạnh (78. Trương Tiến Anh), Nguyễn Thái Sơn, Nguyễn Tuấn Anh (46. Lê Phạm Thành Long), Võ Minh Trọng (64. Khuất Văn Khang), Đỗ Hùng Dũng , Nguyễn Đình Bắc (64. Nguyễn Văn Trường) – Phạm Tuấn Hải Cheftrainer: Philippe Troussier ( Frankreich) | Vietnam |
| Japan                                                                 | 1:0 Minamino (11.) 2:2 Minamino (45.) 3:2 Nakamura (45.+4') 4:2 Ueda (85.) | 1:1 Nguyễn Đ. (16.) 1:2 Phạm T. (33.) | Vietnam |
| Japan                                                                 | Sugawara (32.) | | Vietnam |
| 1. Spieltag                                                           | | |         |
| 14. Januar 2024 um 14:30 Uhr (12:30 MEZ) in Doha (al-Thumama Stadium) | | |         |
| Zuschauer: 17.385                                                     | | |         |
| Schiedsrichter: Kim Jong-hyeok ( Südkorea)                            | | |         |
| Spielbericht                                                          | | |         |

## Indonesien – Irak 1:3 (1:2)
| Indonesien                                                                    | Indonesien | Irak | Irak |
| ----------------------------------------------------------------------------- | --- | --- | ---- |
| Indonesien                                                                    | \| 1. Spieltag \| \| 15. Januar 2024 um 17:30 Uhr (15:30 MEZ) in ar-Rayyan (Ahmed bin Ali Stadium) \| \| Zuschauer: 16.532 \| \| Schiedsrichter: Ilgiz Tantashev ( Usbekistan) \| \| Spielbericht \| | \| 1. Spieltag \| \| 15. Januar 2024 um 17:30 Uhr (15:30 MEZ) in ar-Rayyan (Ahmed bin Ali Stadium) \| \| Zuschauer: 16.532 \| \| Schiedsrichter: Ilgiz Tantashev ( Usbekistan) \| \| Spielbericht \|                                                                                       | Irak |
| Indonesien                                                                    | Ernando Ari – Asnawi Mangkualam (46. Witan Sulaeman), Rizky Ridho (88. Sandy Walsh), Jordi Amat, Elkan Baggott (76. Ricky Kambuaya), Pratama Arhan – Yakob Sayuri, Ivar Jenner (76. Marc Klok), Justin Hubner, Marselino Ferdinan – Rafael Struick (76. Dimas Drajad) Cheftrainer: Shin Tae-yong ( Südkorea) | Jalal Hassan – Hussein Ali, Saad Natiq, Ali Adnan (88. Rebin Sulaka), Merchas Doski – Osama Rashid (71. Youssef Amyn), Amir al-Ammari (88. Frans Putros), Ibrahim Bayesh, Zidane Iqbal (60. Bashar Resan), Ali Jasim – Mohanad Ali (60. Ayman Hussein) Cheftrainer: Jesús Casas ( Spanien) | Irak |
| Indonesien                                                                    | 1:1 Ferdinan (37.) | 0:1 M. Ali (17.) 1:2 Rashid (45.+7') 1:3 Hussein (75.) | Irak |
| Indonesien                                                                    | Baggott (2.), Klok (90.+5') | | Irak |
| 1. Spieltag                                                                   | | |      |
| 15. Januar 2024 um 17:30 Uhr (15:30 MEZ) in ar-Rayyan (Ahmed bin Ali Stadium) | | |      |
| Zuschauer: 16.532                                                             | | |      |
| Schiedsrichter: Ilgiz Tantashev ( Usbekistan)                                 | | |      |
| Spielbericht                                                                  | | |      |

## Irak – Japan 2:1 (2:0)
| Irak                                                                           | Irak | Japan | Japan |
| ------------------------------------------------------------------------------ | --- | --- | ----- |
| Irak                                                                           | \| 2. Spieltag \| \| 19. Januar 2024 um 14:30 Uhr (12:30 MEZ) in ar-Rayyan (Education City Stadium) \| \| Zuschauer: 38.663 \| \| Schiedsrichter: Khalid al-Turais ( Saudi-Arabien) \| \| Spielbericht \|                                                                                 | \| 2. Spieltag \| \| 19. Januar 2024 um 14:30 Uhr (12:30 MEZ) in ar-Rayyan (Education City Stadium) \| \| Zuschauer: 38.663 \| \| Schiedsrichter: Khalid al-Turais ( Saudi-Arabien) \| \| Spielbericht \|                                                                                      | Japan |
| Irak                                                                           | Jalal Hassan – Hussein Ali (46. Merchas Doski), Saad Natiq, Rebin Sulaka, Ahmed Yahya – Frans Putros (61. Osama Rashid), Amir al-Ammari, Youssef Amyn (66. Ali Adnan), Ibrahim Bayesh, Ali Jasim (77. Zaid Tahseen) – Ayman Hussein (46. Mohanad Ali) Cheftrainer: Jesús Casas ( Spanien) | Zion Suzuki – Yukinari Sugawara, Kō Itakura, Shōgo Taniguchi (46. Takehiro Tomiyasu), Hiroki Itō – Wataru Endō , Hidemasa Morita (74. Reo Hatate), Jun’ya Itō (74. Daizen Maeda), Takefusa Kubo (61. Ritsu Dōan), Takumi Minamino – Takuma Asano (61. Ayase Ueda) Cheftrainer: Hajime Moriyasu | Japan |
| Irak                                                                           | 1:0 Hussein (5.) 2:0 Hussein (45.+4') | 2:1 Endō (90.+3') | Japan |
| Irak                                                                           | Natiq (15.) | J. Itō (37.) | Japan |
| 2. Spieltag                                                                    | | |       |
| 19. Januar 2024 um 14:30 Uhr (12:30 MEZ) in ar-Rayyan (Education City Stadium) | | |       |
| Zuschauer: 38.663                                                              | | |       |
| Schiedsrichter: Khalid al-Turais ( Saudi-Arabien)                              | | |       |
| Spielbericht                                                                   | | |       |

## Vietnam – Indonesien 0:1 (0:1)
| Vietnam                                                                         | Vietnam | Indonesien | Indonesien |
| ------------------------------------------------------------------------------- | --- | --- | ---------- |
| Vietnam                                                                         | \| 2. Spieltag \| \| 19. Januar 2024 um 17:30 Uhr (15:30 MEZ) in Doha (Abdullah bin Khalifa Stadium) \| \| Zuschauer: 7.253 \| \| Schiedsrichter: Sadullo Gulmurodi ( Tadschikistan) \| \| Spielbericht \| | \| 2. Spieltag \| \| 19. Januar 2024 um 17:30 Uhr (15:30 MEZ) in Doha (Abdullah bin Khalifa Stadium) \| \| Zuschauer: 7.253 \| \| Schiedsrichter: Sadullo Gulmurodi ( Tadschikistan) \| \| Spielbericht \|                                                                                  | Indonesien |
| Vietnam                                                                         | Filip Nguyễn – Nguyễn Thanh Bình, Bùi Hoàng Việt Anh, Phan Tuấn Tài – Phạm Xuân Mạnh (89. Vũ Văn Thanh), Nguyễn Thái Sơn (46. Lê Phạm Thành Long), Nguyễn Tuấn Anh, Võ Minh Trọng, Nguyễn Quang Hải (72. Nguyễn Văn Toàn), Phạm Tuấn Hải (46. Khuất Văn Khang) – Nguyễn Văn Tùng (79. Nguyễn Văn Trường) Cheftrainer: Philippe Troussier ( Frankreich) | Ernando Ari – Asnawi Mangkualam (56. Witan Sulaeman), Sandy Walsh, Jordi Amat (70. Rizky Ridho), Justin Hubner, Pratama Arhan – Yakob Sayuri, Ivar Jenner, Marselino Ferdinan, Egy Maulana Vikri (67. Adam Alis) – Rafael Struick (68. Hokky Caraka) Cheftrainer: Shin Tae-yong ( Südkorea) | Indonesien |
| Vietnam                                                                         | 0:1 Mangkualam (42., Foulelfmeter) | | Indonesien |
| Vietnam                                                                         | Lê (83.) | Arhan (80.), Sayuri (90.+10') | Indonesien |
| Vietnam                                                                         | Lê (90.+1') | | Indonesien |
| 2. Spieltag                                                                     | | |            |
| 19. Januar 2024 um 17:30 Uhr (15:30 MEZ) in Doha (Abdullah bin Khalifa Stadium) | | |            |
| Zuschauer: 7.253                                                                | | |            |
| Schiedsrichter: Sadullo Gulmurodi ( Tadschikistan)                              | | |            |
| Spielbericht                                                                    | | |            |

## Japan – Indonesien 3:1 (1:0)
| Japan                                                                 | Japan | Indonesien | Indonesien |
| --------------------------------------------------------------------- | --- | --- | ---------- |
| Japan                                                                 | \| 3. Spieltag \| \| 24. Januar 2024 um 14:30 Uhr (12:30 MEZ) in Doha (al-Thumama Stadium) \| \| Zuschauer: 26.453 \| \| Schiedsrichter: Khamis al-Marri ( Katar) \| \| Spielbericht \| | \| 3. Spieltag \| \| 24. Januar 2024 um 14:30 Uhr (12:30 MEZ) in Doha (al-Thumama Stadium) \| \| Zuschauer: 26.453 \| \| Schiedsrichter: Khamis al-Marri ( Katar) \| \| Spielbericht \|                                                                                    | Indonesien |
| Japan                                                                 | Zion Suzuki – Seiya Maikuma, Takehiro Tomiyasu (82. Tsuyoshi Watanabe), Kōki Machida, Yūta Nakayama – Takefusa Kubo (82. Kaishū Sano), Wataru Endō , Reo Hatate (69. Takumi Minamino) – Ritsu Dōan (86. Jun’ya Itō), Ayase Ueda, Keito Nakamura (69. Daizen Maeda) Cheftrainer: Hajime Moriyasu | Ernando Ari – Sandy Walsh, Rizky Ridho, Jordi Amat , Justin Hubner, Pratama Arhan – Egy Maulana Vikri (73. Elkan Baggott), Ivar Jenner, Marselino Ferdinan, Yakob Sayuri (54. Witan Sulaeman) – Rafael Struick (89. Ricky Kambuaya) Cheftrainer: Shin Tae-yong ( Südkorea) | Indonesien |
| Japan                                                                 | 1:0 Ueda (6., Foulelfmeter) 2:0 Ueda (52.) 3:0 Hubner (88., Eigentor) | 3:1 Walsh (90.+1') | Indonesien |
| Japan                                                                 | Endō (68.), Minamino (70.) | Struick (42.), Shin (50.), Amat (77.), Hubner (78.) | Indonesien |
| 3. Spieltag                                                           | | |            |
| 24. Januar 2024 um 14:30 Uhr (12:30 MEZ) in Doha (al-Thumama Stadium) | | |            |
| Zuschauer: 26.453                                                     | | |            |
| Schiedsrichter: Khamis al-Marri ( Katar)                              | | |            |
| Spielbericht                                                          | | |            |

## Irak – Vietnam 3:2 (0:1)
| Irak                                                                             | Irak | Vietnam | Vietnam |
| -------------------------------------------------------------------------------- | --- | --- | ------- |
| Irak                                                                             | \| 3. Spieltag \| \| 24. Januar 2024 um 14:30 Uhr (12:30 MEZ) in ar-Rayyan (Jassim bin Hamad Stadium) \| \| Zuschauer: 8.932 \| \| Schiedsrichter: Nazmi Nasaruddin ( Malaysia) \| \| Spielbericht \|                                                                                               | \| 3. Spieltag \| \| 24. Januar 2024 um 14:30 Uhr (12:30 MEZ) in ar-Rayyan (Jassim bin Hamad Stadium) \| \| Zuschauer: 8.932 \| \| Schiedsrichter: Nazmi Nasaruddin ( Malaysia) \| \| Spielbericht \| | Vietnam |
| Irak                                                                             | Ahmed Basil – Allan Mohideen (67. Ibrahim Bayesh), Zaid Tahseen, Rebin Sulaka, Merchas Doski – Osama Rashid (82. Frans Putros), Ahmad Allée (46. Ayman Hussein), Montader Madjed (58. Youssef Amyn), Zidane Iqbal, Bashar Resan (46. Ali Jasim) – Ali al-Hamadi Cheftrainer: Jesús Casas ( Spanien) | Filip Nguyễn – Phạm Xuân Mạnh (77. Vũ Văn Thanh), Bùi Hoàng Việt Anh, Phan Tuấn Tài (52. Nguyễn Thanh Bình), Lê Ngọc Bảo (77. Đỗ Duy Mạnh), Võ Minh Trọng – Đỗ Hùng Dũng , Nguyễn Tuấn Anh (52. Nguyễn Quang Hải), Nguyễn Thái Sơn, Nguyễn Đình Bắc (46. Nguyễn Văn Toàn) – Khuất Văn Khang Cheftrainer: Philippe Troussier ( Frankreich) | Vietnam |
| Irak                                                                             | 1:1 Sulaka (47.) 2:1 Hussein (73.) 3:2 Hussein (90.+12', Foulelfmeter) | 0:1 Bùi Hoàng (42.) 2:2 Nguyễn Q. (90.+1') | Vietnam |
| Irak                                                                             | Madjed (51.) | Khuất (6.), Nguyễn Thái (45.+4'), Bùi Hoàng (82.) | Vietnam |
| Irak                                                                             | Khuất (45.+4') | | Vietnam |
| Irak                                                                             | Hussein schießt Foulelfmeter an den Pfosten (83.) | | Vietnam |
| 3. Spieltag                                                                      | | |         |
| 24. Januar 2024 um 14:30 Uhr (12:30 MEZ) in ar-Rayyan (Jassim bin Hamad Stadium) | | |         |
| Zuschauer: 8.932                                                                 | | |         |
| Schiedsrichter: Nazmi Nasaruddin ( Malaysia)                                     | | |         |
| Spielbericht                                                                     | | |         |